# Парламентские выборы в Литве (1992)
Парламентские выборы в Литве 1992 года, первые в постсоветской истории республики, были проведены в два тура 25 октября и 15 ноября. Одновременно с первым раундом состоялся референдум по принятию Конституции Литвы. Выборы прошли в соответствии с положениями нового закона о выборах принятого 19 июля 1992 года, который ввёл смешанную избирательную систему. В Литве, в отличие от, например, Эстонии избирательное право было предоставлено русскому меньшинству.

## Закон о выборах
Согласно Закону о выборах от 19 июля 1992 года 141 депутат Сейма избирались по смешанной системе: 71 по одномандатным округам и 70 от партий, движений и коалиций по многомандатному избирательному округу. Для признания выборов по многомандатному округу действительными в них должно было принять участие не менее 25 % зарегистрированных избирателей, в одномандатных округах — не менее 40 %. В одномандатных округах избранным считался кандидат за которого проголосовало не менее половины избирателей, принявших участие в голосовании. Если ни один кандидат не получал нужного количества голосов, то назначался второй тур, в который выходили кандидаты занявшие первые два места. Партии, движении и коалиции, выдвинувшие свой список по многомандатному округу, необходимо было преодолеть четырёхпроцентный заградительный барьер. Исключение было сделано для организаций национальных меньшинств.

## Предвыборная кампания
Всего в выборах приняли участие 24 партии, коалиции и политических движений. Организации Литовская консультативная ассамблея и Движение трезвости епископа М. Валанчюса не стали формировать свои списки, ограничившись выдвижением кандидатов по одномандатным округам. Основными претендентами на победу были Саюдис во главе с Витаутасом Ландсбергисом, в тот момент переживавший трасформацию из широкого массового движения за независимость в националистическую консервативную партию, и Демократическая партия труда Литвы, возглавляемая Альгирдасом Бразаускасом, созданная в результате преобразования Коммунистической партии Литвы (самостоятельной) в социал-демократическую организацию. Саюдис, пришедший к власти на выборах в феврале 1990 года, подвергался жёсткой критике за спад литовской экономики и снижение уровня жизни в результате рыночных реформ. Противостоявшие ему экс-коммунисты призывали к замедлению темпов реформ и улучшению отношений с Россией.

## Результаты выборов
| Партии | Оригинальное название | Голоса    | %     | Места      | Места      | Места     |
| Партии | Оригинальное название | Голоса    | %     | По спискам | По округам | Всего     |
| --- | --- | --------- | ----- | ---------- | ---------- | --------- |
| Демократическая партия труда Литвы                                                                                                 | лит. Lietuvos demokratinė darbo partija | 817 332   | 43,98 | 36         | 37         | 73        |
| Коалиция «Саюдис»: Литовское движение «Саюдис» Хартия литовских граждан Литовский союз политзаключённых Литовская партия «зелёных» | лит. Sąjūdžio koalicija: лит. Lietuvos Sąjūdis лит. Lietuvos Respublikos piliečių chartija лит. Lietuvos politinių kalinių sąjunga лит. Lietuvos žalioji partija | 393 502   | 21,17 | 17         | 13         | 30        |
| Литовская христианско-демократическая партия Литовский союз политических заключённых и ссыльных Литовская демократическая партия   | лит. Lietuvos krikščionių demokratų partija лит. Lietuvos politinių kalinių ir tremtinių sąjunga лит. Lietuvos demokratų partija                                 | 234 368   | 12,61 | 10         | 8          | 18        |
| Литовская социал-демократическая партия                                                                                            | лит. Lietuvos socialdemokratų Partija | 112 410   | 6,05  | 5          | 3          | 8         |
| Христианско-демократический союз «Молодая Литва»                                                                                   | лит. Krikščionių demokratų sąjunga лит. Jaunoji Lietuva | 66 027    | 3,55  | —          | 1          | 1         |
| Литовский центристский союз | лит. Lietuvos centro sąjunga | 46 910    | 2,52  | —          | 2          | 2         |
| Союз поляков Литвы | лит. Lietuvos lenkų sąjunga | 39 773    | 2,14  | 2          | 2          | 4         |
| Союз литовских националистов Партия независимости                                                                                  | лит. Lietuvių tautininkų sąjunga лит. Nepriklausomybės partija                                                                                                   | 36 916    | 1,99  | —          | 4          | 4         |
| Союз либералов Литвы | лит. Lietuvos liberalų sąjunga | 28 091    | 1,51  | —          | —          | —         |
| Лига свободы Литвы | лит. Lietuvos laisvės lyga | 22 034    | 1,19  | —          | —          | —         |
| Движение национального прогресса                                                                                                   | лит. Tautos pažangos judėjimas | 19,835    | 1,07  | —          | —          | —         |
| Движение умеренных | лит. Nuosaikiųjų judėjimas | 13 002    | 0,7   | —          | —          | —         |
| Движение за социальную справедливость                                                                                              | лит. Judėjimas už socialinį teisingumą | 9 734     | 0,52  | —          | —          | —         |
| Союз свободы Литвы | лит. Lietuvos laisvės sąjunga | 7 760     | 0,42  | —          | —          | —         |
| Литовское движение «Чернобыль» | лит. Lietuvos judėjimas „Černobylis“ | 4 827     | 0,26  | —          | —          | —         |
| Литовское содружество | лит. Lietuvos sandrauga | 4 161     | 0,22  | —          | —          | —         |
| Литовский патриотический союз | лит. Lietuvos patriotų sąjunga | 1 904     | 0,1   | —          | —          | —         |
| Литовская консультативная ассамблея                                                                                                | лит. Lietuvos konsultacinė asamblėja | —         |       | —          | —          | —         |
| Движение трезвости епископа М. Валанчюса                                                                                           | лит. Vyskupo M. Valančiaus blaivybės sąjūdis | —         | —     | —          | —          | —         |
| Независимые | | —         | —     | —          | 1          | 1         |
| Недействительные голоса | | 59 453    | –     | –          | –          | –         |
| Всего | | 1 918 027 | 100   | 70         | 71         | 141       |
| Зарегистрировано избирателей/Явка                                                                                                  | | 2 549 952 | 75,29 | (1-й тур)  | 64,76      | (2-й тур) |

1. ↑  Саюдис: 18 мест, из них 11 по округам и 7 по списку; Хартия: 2 места, оба по округам: Союз политзаключённых: 2 места, оба по списку; «Зелёные»: 0 мест
2. ↑  6 мест по округам
3. ↑  2 места по округам
4. ↑  0 мест по округам
5. ↑  1 место по округу
6. ↑  0 мест
7. ↑  3 места по округам
8. ↑  1 место по округу

Главным итогом и, одновременно, главной неожиданностью выборов стала убедительная победа Демократической партии труда Литвы, получившей более половины мест в Сейме. Аналитики объясняли эту победу, среди прочего, поддержкой партии со стороны русского и польского меньшинств, крестьян, а также недовольством многих литовцев экономическими трудностями, в частности, нехваткой топлива, так как Россия, основной поставщик, сократила поставки. 25 ноября А. Бразаускас был избран председателем Сейма и исполняющим обязанности президента Литвы. Эти должности он занимал до 14 февраля 1993 года, когда был избран президентом по итогам первых выборов президента Литвы. 2 декабря 1992 года новым премьер-министром Литвы стал кандидат ДПТЛ Бронисловас Лубис.